# South Ottawa Township
Pour les articles homonymes, voir Wallace Township.
South Ottawa Township est un township du comté de LaSalle dans l'Illinois, aux États-Unis,.

## Source de la traduction
- (en) Cet article est partiellement ou en totalité issu de l’article de Wikipédia en anglais intitulé « South Ottawa Township, LaSalle County, Illinois » (voir la liste des auteurs).